# Алантоїс

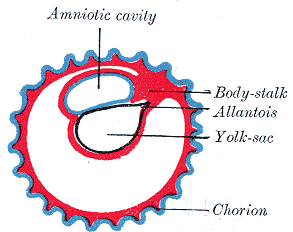
Місцезнаходження алантоїса в зародку

Алантоїс (грец. allantoeides — ковбасоподібний) — ковбасоподібний зародковий орган вищих хребетних.
Зачаток алантоїса наявний у амфібій. У зародків рептилій, птахів та ссавців закладка алантоїса являє собою випинання заднього відділу ентодермальної кишки, що надалі виростає далеко за межі тіла самого зародка й стає важливим органом зв'язку організму, який росте, із навколишнім середовищем.
Алантоїс складається з двох клітинних шарів — ентодерми та кишкового листка мезодерми. У рептилій та птахів алантоїс розташовано під поверхнею яйцевої шкаралупи. Дрібнопетляста мережа кровоносних судин, що лежить на його поверхні, через серозну оболонку входить у тісний контакт із внутрішньою поверхнею дрібнопористої шкаралупи, чим забезпечується газообмін з атмосферою. Порожнина алантоїса у рептилій, птахів та багатьох ссавців зв'язана з порожниною кишечника каналом, що відкривається в клоаку, тому в порожнину алантоїса надходять продукти виділення. Початковий відділ алантоїса далі утворює сечовий міхур.
У вищих ссавців алантоїс у середині зародкового періоду стає органом дихання. У сумчастих ссавців судинна система, що бере участь у живленні та диханні зародка, належить цілком жовточному мішку, у плацентарних — головного значення набуває судинна система алантоїса; судинне поле жовточного мішка може мати лише допоміжне значення. У плацентарних, які мають так звану плаценту, що не відпадає, алантоїс добре розвинений. У вищих ссавців, що мають плаценту, яка відпадає, ентодерма алантоїса скорочена, кровоносні судини добре розвинені.
У людського зародка ентодермальна закладка алантоїса вже на ранніх стадіях значно скорочена. У навколишньої закладки алантоїса зародкової сполучної тканини, що формує основу так званої черевної ніжки, добре розвиваються кровоносні судини аллантоїса (надалі — пупкова вена й артерії). Черевна ніжка є закладкою пупкового канатика. Вважається, що редукція алантоїса у людини є наслідком інтерстиціальної імплантації, яка настає рано: вже наприкінці 6-ї доби після запліднення людський зародок, що має вид малесенького сочевицеподібного тільця (близько ¼ мм у діаметрі), перебуває в слизовій оболонці матки та наступні стадії розвитку відбуваються у її товщі. Основа виросту алантоїса у пізнього людського зародка, як і у всіх ссавців, перетворюється на сечовий міхур, а канал алантоїса, що йде до пупкового отвору, — у так званий первинний сечовід (лат. urachus), зберігається в дорослої людини у вигляді середньої пупково-пухирчастої складки.